# ويل قاولد
ويل قاولد (بالإنجليزية: Will Gould)‏ هو رسام كارتون أمريكي، ولد في 1911، وتوفي في 1984.